# 冨澤かな
冨澤 かな（とみざわ かな、1971年10月 - ）は、日本の宗教学者（宗教学・インド研究・死生学）。博士（文学）（東京大学・2007年）。静岡県立大学国際関係学部准教授・大学院国際関係学研究科准教授。北沢 かな（きたざわ かな）名義でも論文を発表している。姓の「冨」は「富」の異体字、「澤」は「沢」の旧字体であるため、富澤（とみざわ）、冨沢（とみざわ）、富沢（とみざわ）と書かれる場合もある。
東京大学大学院人文社会系研究科特任研究員、東京大学大学総合教育研究センター特任助教、東京大学附属図書館アジア研究図書館上廣倫理財団寄付研究部門特任准教授などを歴任。

## 来歴

### 生い立ち
1971年（昭和46年）10月生まれ。東京大学文学部第一類にて文化学を学んだ。1994年（平成6年）3月、東京大学卒業。そのまま東京大学大学院に進学、人文社会系研究科基礎文化研究専攻にて宗教学・宗教史学を学んだ。1996年（平成8年）3月、東京大学大学院修士課程を修了。その後、インドに渡り、2002年（平成14年）2月から2005年（平成17年）2月にかけてデリー大学に留学、博士課程に在籍、文学部哲学科にて学んだ。さらに東京大学の大学院にて学び、在学中に博士論文「『オリエンタリスト』のインド論――18世紀末イギリスの他者と宗教」を執筆、論文審査委員は島薗進、鶴岡賀雄、市川裕、高島淳、松村一男が務めた。2007年（平成19年）9月、博士課程修了に伴い、博士（文学）の学位を取得。

### 宗教学者として
2007年（平成19年）9月から2011年（平成23年）9月にかけて、母校東京大学大学院人文社会系研究科特任研究員を務め、グローバルCOEプログラムに採用された「死生学の展開と組織化」の研究に従事。2011年（平成23年）10月、東京大学の大学総合教育研究センター特任助教に就任、2014年（平成26年）3月まで務めた。2014年（平成26年）4月、東京大学の附属図書館の下に発足した研究組織である「アジア研究図書館上廣倫理財団寄付研究部門」特任准教授に就任。2018年（平成30年）3月、特任准教授を退任、同年4月に静岡県立大学国際関係学部准教授に就任、主として国際言語文化学科の講義を担当した。同時に、静岡県立大学の大学院国際関係学研究科准教授を兼務、主として比較文化専攻の講義を担当した。

## 研究
専門は宗教学。インド研究・死生学の研究に従事。具体的には、インドなどのオリエンタリズム問題の研究や、18世紀末においてのイギリス人のインドに関する理解と宗教の概念の展開の研究が知られる。また、インドでの近代的な宗教の概念の受容、形成、および、変容を研究するとともに、インドに所在するイギリス人墓地に対する社会文化的な変容も研究した。そのほか、アジアに関する研究の資料について、その可視化と活用に取り組んだ。
オリエンタリズムについて「西洋が東洋を、西洋に都合の良い形で否定的に語り支配する仕組み」としたうえで、事実上イギリスの植民地となったインド帝国でもオリエンタリズムが見られたものの、一方で当時のイギリス人には支配、差異化、蔑視だけには留まらない複雑な面があったと指摘している。その具体例として、ウィリアム・ジョーンズ、ウォーレン・ヘースティングズ、エドマンド・バークといった人物の逸話を挙げている。そのうえで、異文化に向かう姿勢は共感と相対主義とに分裂してしまうと指摘したうえで、「わかる」と「わからない」の境界で向き合い続けていくことしかできないのではないか、やがて互いが少しずつ変化して「わかる」ようになることもあるのではないか、と述べている。
日本宗教学会・日本南アジア学会、に所属。

## 略歴
- 1971年 - 誕生[2]。
- 1994年 - 東京大学文学部卒業[3]。
- 1996年 - 東京大学大学院人文社会系研究科修士課程修了[3]。
- 2007年 - 東京大学大学院人文社会系研究科博士課程修了[3]。
- 2007年 - 東京大学大学院人文社会系研究科特任研究員[7]。
- 2011年 - 東京大学大学総合教育研究センター特任助教[7]。
- 2014年 - 東京大学附属図書館アジア研究図書館上廣倫理財団寄付研究部門特任准教授[7]。
- 2018年 - 静岡県立大学国際関係学部准教授[7]。
- 2018年 - 静岡県立大学大学院国際関係学研究科准教授。
- 2024年 - 東京大学大学院人文社会系研究科　宗教学宗教史学専門分野　准教授

### 註釈
1. ↑  東京大学文学部第一類は、のちに東京大学文学部人文学科の源流の一つとなった。